# Глорија Треви
Глорија де лос Анхелес Тревињо Руиз (шп. Gloria de los Ángeles Treviño Ruiz), познатија само као Глорија Треви (шп. Gloria Trevi; Монтереј, Мексико, 15. фебруар 1968) је мексичка поп-рок кантауторка, списатељица и глумица. Музичка телевизија VH1 прогласила је Тревијеву врховном дивом мексичког попа захваљујући бројци од преко 20 милиона продатих примерака албума (укупно 8 студијских албума).

## Биографија
Са свега 12 година (1980) Тревијева је напустила родни Монтереј и преселила се у мексичку престоницу Мексико Сити са циљем да се посвети будућој музичкој каријери. Као млада често је певала и играла на улици за ситниш. По доласку у Мексико Сити упознаје свог будућег менаџера Серхија Андрадеа уз чије посредовање постаје чланица женског поп бенда Boquitas Pintadas 1985. године. Након разлаза групе 1988. године наставља сарадњу са Андрадеом и већ 1989. године издаје свој први соло албум под називом ¿Qué Hago Aquí? (Шта ја радим овде?) који је остварио запажен успех код публике, а песма Dr. Psiquiatra остварила је пласман на прво место тадашње топ-листе Мексика.
И наредни, други по реду студијски албум Tu Ángel de la Guarda (Твој анђео чувар) објављен 1990. је остварио још запаженији успех, овај пут широм Латинске Америке. Сингл Pelo Suelto који је објављен нешто раније доспео је на прво место топ-листа у готово свим латиноамеричким земљама и Шпанији. Трећи албум Me siento tan sola (Осећам се усамљено) објављен 1992. године изнедрио је још један велики хит Zapatos Viejos (Старе ципеле). Сва три прва албума Тревијева је снимила у студију у Лос Анђелесу.
Четврти албум из 1994. Más Turbada Que Nunca (Луђа него икад пре) подигао је велику медијску прашину превасходно због дуализма у наслову (многи критичари су сматрали да се Más Turbada односи на мастурбацију). Многе песме са овог албума су цензурисане на радио-станицама. Иако је албум доживео пад у продаји у односу на претходне многи сматрају да је управо ово био њен најупечатљивији албум у целој каријери.

### Затворски скандал
Током априла 1998. године Глоријева и Андраде доспевају у центар скандала након што је некадашња плесачица Елина Ернандез објавила књигу у којој је музички двојац оптужила за робовласничко понашање према девојкама које су радиле за њих као плесачице, и које су по правилу биле малолетне. Књига је поред што је остварила велику популарност и продата је у преко 240.000 примерака у жижу свих домаћих и страних медија бацила познати музички двојац.
Мајка једне од девојака које су радиле за Андрадеа је почетком 1999. године поднела тужбу тужиоцу државе Чиваве против певачице и њеног продуцента и још две особе под оптужбом за силовање, злостављање, отмицу и корупцију. Оптужница је 1. јуна 1999. године доспела на странице Интерпола након што су оптужени напустили земљу.
Након 10 месеци скривања Тревијева, Андраде и Марија Ракел Портиљо су ухапшени 10. јануара 2000. године у Рио де Жанеиру под оптужбом за сексуално злостављање малолетних лица, изнуде и корупцију, а по налогу мексичког интерпола. Тревијева је у затвору провела пуне три године без икаквог суђења. Током боравка у затвору Тревијева је у фебруару 2002. родила сина кога је симболично назвала Анхел Габријел. Спекулисало се да је отац детета управо Андраде, што је Тревијева касније демантовала. У децембру 2002. Тревијева је пребачена у затвор у Канкуну у Мексику где је напокон требало да се одржи суђење. Иако је тужилаштво захтевало максималне казне за оптужене у дужини од 34 године затвора суд је Тревијеву и остале оптужене ослободио оптужби по свим тачкама оптужнице. Пуштена је на слободу након 4 године 8 месеци и 8 дана проведених у затвору 21. септембра 2004. године. Током боравка у затвору Тревијева је своја затворска искуства и сам судски процес против ње преточила у аутобиографској књизи Глорија која је објављена 2002. године.

### Период 2004/10.
Музичку каријеру Тревијева је наставила објављивањем свог шестог студијског албума у децембру 2006. под називом Cómo nace el universo. Албум је остварио златни тираж и продат је у преко 600.000 примерака, а номинован је и за Билбордову награду у категорији најбољи латино-поп албум. Песма En medio de la tempestad је остварила велики успех на радио-станицама.
Средином 2006. године објављен је албум La trayectoria који укључује живе снимке са концерата у Мексико Ситију и Монтереју током турнеје Треволусијон којом је Глорија промовисала претходни албум. На албуму су се поред старијих хитова нашле и четири нове песме, те сингл  који је касније проглашен својеврсном геј химном. Уз ЦД објављена је и Дивиди верзија која је 2007. доживела своје реиздање под насловом Más allá de la trayectoria.
У августу 2007. објављен је сингл  који је наишао на осредњи пријем код публике. Седми по реду студијски албум Una rosa blu (Плава ружа) објављен је 9. октобра 2007. и наишао је на веома добре критике и на добар пријем код публике. У марту 2008. објавила је и други сингл са албума Cinco minutos (Пет минута) који је остварио велику популарност на мексичким радио-станицама. На лбуму се налази и дуетска песма Lo que te toca са порториканском певачицом Олгом Тањон, и био је то први дует који је Тревијева урадила у целој каријери до тада. Промоција албума обављена је широм Латинске Америке и САД, а средином 2009. настављена у Шпанији где је Тревијева издала посебну верзију песме Психофонија коју је премијерно извела током наступа на Мадридском прајду.
У том периоду Тревијева је радила музику за неке од мексичких серија, а 19. децембра удала се за бизнисмена Арманда Гомеза. Венчање је обављено у катедрали у Монтереју.
Турнеја Уна роза блу окончана је великим концертом у Лос Анђелесу пред 10.000 обожавалаца 8. маја 2010. Њена издавачка кућа Јуниверзал мјузик доделила јој је златни диск за преко пола милиона продатих копија албума на америчком континенту и у Шпанији.

### Глорија 2011.
Глорија Треви је осми студијски албум објавила 22. марта 2011. уз симболичан назив Глорија (Gloria). Албум је наишао на више него одличан пријем и код критике и код публике и дебитовао је на првом месту Билбордове листе латино-поп албума. Први званични сингл са тог албума Me río de ti објављен је 11. јануара и чак девет узастопних недеља је био на броју један свих мексичких топ-листа. Исти успех остварио је и други сингл Vestida de azúcar (објављен у мају), баш као и трећи по реду сингл La noche објављен крајем децембра исте године.
Реиздање уживо под називом Gloria en vivo објављено је 7. фебруара 2012. и садржи 15 песама са концерата и три до тада необјављене песме Gloria, Punto G и Autoerotica.

## Дискографија
| Студијски албуми - 1989: ¿Qué hago aquí? - 1991: Tu ángel de la guarda - 1992: Me siento tan sola - 1994: Más turbada que nunca - 1995: Si me llevas contigo - 2004: Cómo nace el universo - 2007: Una rosa blu - 2011: Gloria - 2013: - 2015: Лајв албуми - 2006: La trayectoria - 2012: Gloria en Vivo | Компилације - 1993: Cántalo tú mismo (pistas originales) - 1997: ¡De pelos! Lo mejor de la Trevi - 1999: No soy monedita de oro (rarezas y remezclas) - 1999: Rock milenium: Gloria Trevi - 1999: Sucesos musicales: Gloria Trevi - 2000: Recuento de los daños - 2000: Serie platino: Gloria Trevi - 2003: Ellas cantan así: Gloria Trevi - 2005: La historia - 2006: Las número 1 de Gloria Trevi - 2009: Lo esencial de Gloria Trevi - 2009: 6 Super Hits: Gloria Trevi - 2010: Mis favoritas: Gloria Trevi Луксузне едиције - 2008: Una rosa blu: deluxe edition - 2011: Gloria: deluxe edition - 2012: Gloria en vivo: deluxe edition |

### Спотови
| Спот                          | Година | Режисер                   |
| ----------------------------- | ------ | ------------------------- |
| Dr. Psiquiatra                | 1990   | —                         |
| Pelo Suelto                   | 1991   | —                         |
| Tu Ángel De La Guarda         | 1991   | —                         |
| Zapatos Viejos                | 1992   | —                         |
| Me Siento Tan Sola            | 2000   | —                         |
| En Medio De La Tempestad      | 2005   | —                         |
| Todos Me Miran                | 2006   | —                         |
| Pruebamelo                    | 2007   | —                         |
| Cinco Minutos                 | 2008   | —                         |
| El Favor De La Soledad        | 2008   | —                         |
| Psicofonía                    | 2008   | —                         |
| Me Río De Ti                  | 2010   | —                         |
| Vestida De Azúcar             | 2011   | —                         |
| La Noche                      | 2012   | —                         |
| Maniac                        | 2012   | —                         |
| No Querías Lastimarme         | 2013   | Густаво А.Гарзон          |
| Habla Blah Blah               | 2014   | Глорија Треви,Nicotronick |
| 20 Segundos                   | 2014   | Pablo Croce               |
| Como Yo Te Amo                | 2015   | —                         |
| El Amor                       | 2015   | —                         |
| Las Pequeñas Cosas            | 2015   | —                         |
| Te Quiero                     | 2015   | —                         |
| Y Ahora Quien                 | 2015   | —                         |
| Dímelo Al Revés               | 2016   | —                         |
| Desahogo                      | 2016   | —                         |
| Perdóname                     | 2016   | —                         |
| Más Buena                     | 2017   | —                         |
| Cuando Un Hombre Te Enamora   | 2017   | —                         |
| Que Me Duela                  | 2018   | Pablo Croce               |
| Me Lloras                     | 2018   | —                         |
| Vas A Recordarme              | 2019   | —                         |
| Yo Soy Su Vida                | 2019   | —                         |
| Hijoepu*#                     | 2019   | —                         |
| Ábranse Perras                | 2019   | —                         |
| Rómpeme El Corazón            | 2019   | —                         |
| Grande                        | 2020   | —                         |
| La Mujer                      | 2021   | —                         |
| Nos Volvimos Locos            | 2021   | —                         |
| Mudanza de Hormiga            | 2021   | —                         |
| El Se Equivocó                | 2022   | —                         |
| Ensayando Cómo Pedirte Perdón | 2022   | —                         |
| La Recaída                    | 2022   | —                         |
| Medusa                        | 2023   | —                         |
| Que Se Acabe El Mundo         | 2023   | —                         |
| Inocente                      | 2023   | —                         |
| Zona De Riesgo                | 2024   | —                         |
| Cueste Lo Que Cueste          | 2024   | —                         |
| Tu Regalo Soy Yo              | 2024   | —                         |
| Cobardía                      | 2024   | —                         |

### Музика за теленовеле
- Valeria -
- Mujeres asesinas 2: los nuevos casos - Que emane
- Teresa - Esa hembra es mala
- Amor por accidente - Todos me miran
- Buscando el verdadero secreto - Despiértame
- Enamorada (2011) - Vestida de azúcar